# 구글 매시업 에디터
구글 매시업 에디터(Google Mashup Editor)는 구글에서 만든 온라인 매시업 생성 서비스였지만 중단되었다. 또한 단종된 구문 강조 코드 편집기로 코드프레스(CodePress)를 사용했다.

## 역사
2009년 1월 15일, 구글의 엔지니어링 부사장인 빅 군도트라는 매시업 에디터가 구글 앱 엔진으로 이관될 것이라고 발표했다.
기존 매시업 에디터 애플리케이션은 6개월 후에 트래픽 수신을 중단할 예정이다. 앱 엔진으로의 흥미진진한 전환을 위해 우리 팀에 동참해 주기 바란다.